# 泉州富美宫
富美宫，位于中华人民共和国福建省泉州市鲤城区南门水巷后富美村，為知名的王爺神廟宇，主奉蕭府大王。明正德年间（1506—1521年）始建，清光绪七年（1881年）移建今址，民国二十三年（1934年）重修，面积约170平方米。主宫坐北朝南，大殿面阔、进深各三间。该宫主祀萧太傅王爷，为泉州地区王爷信仰的中心，分灵台湾就有2000余处。2009年11月16日公布为第七批福建省文物保护单位。